# Kanton Nay-Ouest
Kanton Nay-Ouest (francouzsky Canton de Nay-Ouest) je francouzský kanton v departementu Pyrénées-Atlantiques v regionu Akvitánie. Tvoří ho 10 obcí.

## Obce kantonu
- Arros-de-Nay
- Arthez-d'Asson
- Asson
- Baliros
- Bourdettes
- Bruges-Capbis-Mifaget
- Haut-de-Bosdarros
- Nay (západní část)
- Pardies-Piétat
- Saint-Abit